# Wielgie (gmina)
Wielgie (do 1954 gmina Czarne) – gmina wiejska w Polsce w województwie kujawsko-pomorskim, w powiecie lipnowskim. W latach 1975–1998 gmina administracyjnie należała do województwa włocławskiego.
Siedzibą gminy jest Wielgie.
Według danych z 31 grudnia 2012 gminę zamieszkiwało 6817 osób. Natomiast według danych z 31 grudnia 2019 roku gminę zamieszkiwało 6691 osób.

## Struktura powierzchni
Według danych z roku 2002 gmina Wielgie ma obszar 133,83 km², w tym:
- użytki rolne: 73%
- użytki leśne: 16%

Gmina stanowi 13,18% powierzchni powiatu.
Gmina znajduje się w południowej części ziemi dobrzyńskiej, ma typowo rolniczy charakter. W gminie są cztery szkoły podstawowe. Wokół nieskażonego cywilizacją Jeziora Orłowskiego utworzono Obszar chronionego krajobrazu. Odpowiednia infrastruktura, wydzielone tereny rekreacyjne, pobliskie lasy i jeziora stanowią dogodną bazę do rozwoju turystyki. Gmina przyciąga amatorów grzybobrania, wędkarstwa i odpoczynku na łonie natury.

## Demografia

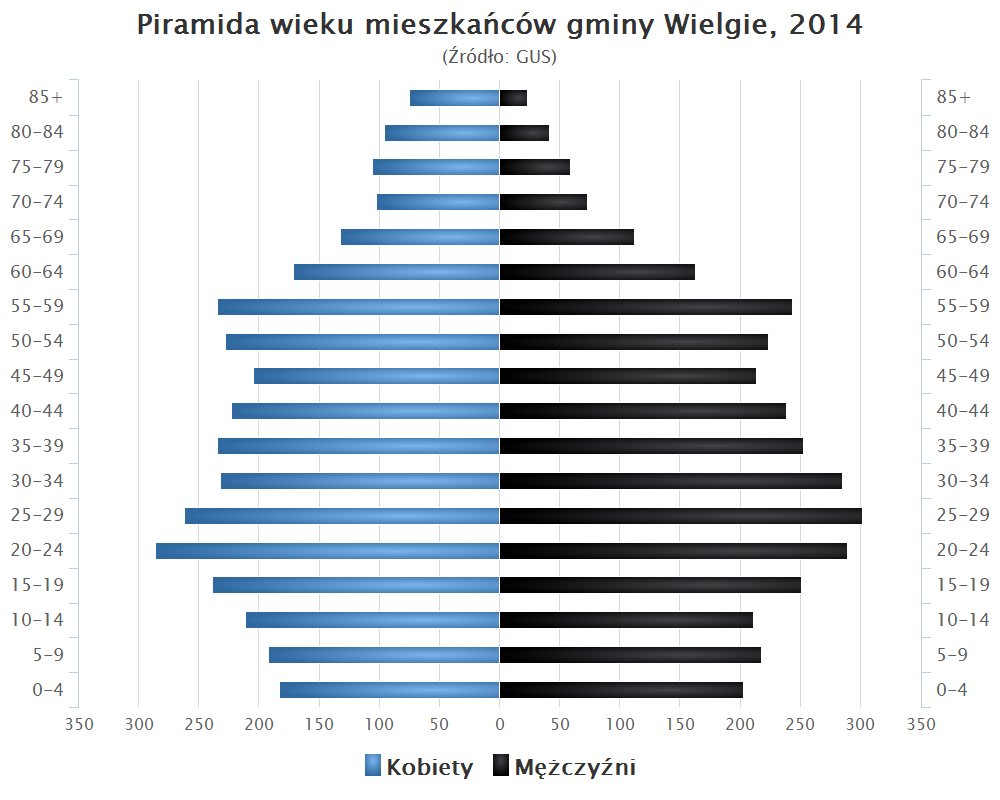
Piramida wieku mieszkańców gminy Wielgie w 2014 roku

Dane z 30 czerwca 2004:
| Opis                              | Ogółem | Ogółem | Kobiety | Kobiety | Mężczyźni | Mężczyźni |
| --------------------------------- | ------ | ------ | ------- | ------- | --------- | --------- |
| jednostka                         | osób   | %      | osób    | %       | osób      | %         |
| populacja                         | 6544   | 100    | 3274    | 50      | 3270      | 50        |
| gęstość zaludnienia (mieszk./km²) | 48,9   | 48,9   | 24,5    | 24,5    | 24,4      | 24,4      |

## Zabytki
Wykaz zarejestrowanych zabytków nieruchomych na terenie gminy:
- drewniany kościół pod wezwaniem św. Michała z 1793 roku w miejscowości Czarne, nr A/434 z 15.11.1982 roku
- zespół dworski w Nowej Wsi, obejmujący: drewniany dwór z 1848; spichrz z pierwszej połowy XIX w.; park z przełomu XIX/XX w., nr 349/A z 29.06.1994 roku
- drewniany kościół parafii pod wezwaniem św. Wawrzyńca, z połowy XVIII w. w Wielgiem, nr A/430 z 10.11.1982 roku
- zespół dworski z przełomu XIX/XX w. w Wielgiem, obejmujący: dwór; park; budynek gospodarczy, nr 265/A z 20.06.1988 roku
- zespół dworski z drugiej połowy XIX w. w Witkowie, obejmujący: dwór; park, nr A/20/1-2 z 20.03.2000 roku
- zespół dworski w Wylazłowie, obejmujący: dwór z ok. 1930; park z 1900; dom mieszkalny, nr 402/A z 16.04.1997 roku
- kościół parafii pod wezwaniem Nawiedzenia Najświętszej Maryi Panny z lat 1873-1875 w Zadusznikach, nr A/425 z 08.05.1988 roku
- zespół dworski z końca XIX w. w Zadusznikach, obejmujący: dwór; park, nr 336/A z 07.02.1994 roku.

Niezarejestrowanym zabytkiem jest dwór w Olesznie.

## Sołectwa
Bętlewo, Czarne, Czerskie Rumunki, Nowa Wieś, Oleszno, Piaseczno, Płonczyn, Rumunki Tupadelskie, Suradówek, Suszewo, Teodorowo, Tupadły, Wielgie, Witkowo, Zaduszniki, Zakrzewo, Złowody.

## Miejscowości
Według TERYT w gminie znajdują się miejscowości:
- Bałdowo – wieś
- Będzeń – wieś
- Bętlewo –	wieś
- Czarne – wieś, (Czarne-Kolonia – cz. m.)
- Czerskie Rumunki – wieś (Ślewo – cz. m.)
- Kamienne Brody – wieś
- Lipiny – wieś
- Nowa Wieś – wieś, (Chalinek – cz. m., Kolonia Nowowiejska – cz. m.)
- Oleszno – wieś
- Orłowo – wieś, (Karolewo – cz. m., Krzyżówki – cz. m.)
- Piaseczno – wieś, (Józefowo – cz. m.)
- Płonczyn – wieś
- Płonczynek – wieś
- Podkłokock – kolonia
- Rumunki Oleszeńskie – kolonia
- Rumunki Tupadelskie – wieś
- Rumunki Witkowskie – kolonia
- Suradówek – wieś
- Suszewo – wieś
- Szczepanki – wieś
- Teodorowo – wieś
- Tupadły – wieś
- Wielgie – wieś, (Miodusy – cz. m.)
- Witkowo – wieś, (Gołąbki – przysiółek)
- Wylazłowo – osada
- Zaduszniki – wieś, (Podlasie – cz.m.)
- Zakrzewo – wieś
- Złowody –	wieś, (Kurowo – przysiółek)

## Sąsiednie gminy
Dobrzyń nad Wisłą, Fabianki, Lipno, Skępe, Tłuchowo